# 能登町立松波中学校
能登町立松波中学校（のとちょうりつ まつなみちゅうがっこう）は、石川県鳳珠郡能登町にある町立中学校。

## 通学区域
能登町立松波小学校の通学区域

## 能登半島地震 (2024年)
2024年（令和6年）1月1日、能登半島地震の発生に伴い避難所の一つとなった。1月9日からは学校の駐車場にて自衛隊による仮設浴場が設置されるなど支援体制は整い始めたが、同日、避難者の中から災害関連死となるケースが発生した。この地震では、本校1学年男子生徒1名が犠牲となった。隣接する松波小学校は亀裂や陥没など校舎の損傷が大きかったため、本校を借用して授業を再開した。